# Ar Pep Gwellañ
Albums de Alan Stivell
Parcours
(2004) 40th Anniversary Olympia 2012
(2013)
Ar Pep Gwellañ (en breton, Le Best Of) est une compilation d'Alan Stivell parue sur deux CD le 13 février 2012 chez Universal. Il comprend des titres enregistrés entre 1971 et 2006 et l'album live À l'Olympia de février 1972, remastérisé.

## Présentation de l'album
Le premier CD reprend, dans un ordre presque chronologique, les grands morceaux présentés par l'artiste durant presque 40 ans de carrière, entre 1971 et 2006. L'autre CD est le concert mythique du disque À l'Olympia, vendu à l'époque à plus d'un million et demi d'exemplaires.

### Parution et réception
Ar Pep Gwellañ parait en France le 13 février 2012 chez Mercury (Universal). Il entre dans le Top Albums France du 11 février 2012, en 69e position.
Le journal L'Express lui accorde un « coup de cœur ».

### Pochette

Logo typographique utilisé sur la pochette

Émaillé de photographies de paysages bretons et du chanteur à diverses époques — notamment une conversation autour du clavier entre Stivell et le groupe des débuts —, il bénéficie d'une couverture d'Éric Isselée où la silhouette d'Alan Stivell à la harpe s’incruste sur une lande rocheuse littorale d'un pays celtique.

## Liste des titres

### Best of
| No  | Titre                                  | Durée |
| --- | -------------------------------------- | ----- |
| 1.  | Tri martolod                           | 3:12  |
| 2.  | Pop-Plinn                              | 3:19  |
| 3.  | Suite sudarmoricaine                   | 3:14  |
| 4.  | Ys                                     | 8:48  |
| 5.  | La mémoire de l'humain                 | 4:11  |
| 6.  | Mná na-hÉireann                        | 3:45  |
| 7.  | Brian Boru                             | 5:30  |
| 8.  | Suzy McGuire                           | 3:37  |
| 9.  | A United Earth I (avec Youssou N'Dour) | 5:33  |
| 10. | Ian Morrisson Reel                     | 4:09  |
| 11. | Gouel hollvedel                        | 1:57  |
| 12. | La Celtie & l'infini                   | 3:01  |
| 13. | La dame du lac                         | 4:33  |
| 14. | Let The Plinn                          | 4:26  |
| 15. | Suite irlandaise                       | 2:52  |
| 16. | Miz tu                                 | 3:54  |

### Live 1972 remasterisé
| No  | Titre                       | Durée |
| --- | --------------------------- | ----- |
| 1.  | The Wind Of Keltia          | 3:42  |
| 2.  | An dro                      | 3:07  |
| 3.  | The Trees They Grow High    | 3:03  |
| 4.  | An Alarc'h                  | 2:24  |
| 5.  | An durzhunel                | 3:23  |
| 6.  | Telenn gwad / The Foggy Dew | 3:58  |
| 7.  | Pop-Plinn                   | 3:35  |
| 8.  | Tha mi sgith                | 4:22  |
| 9.  | The King Of The Fairies     | 3:21  |
| 10. | Tri martolod                | 4:28  |
| 11. | Kost ar c'hoad              | 3:52  |
| 12. | Suite sudarmoricaine        | 3:30  |